# Rockmart
Rockmart è una città degli Stati Uniti d'America, situata in Georgia, nella Contea di Polk.